# Принія болотяна
Принія болотяна (Laticilla cinerascens) — вид горобцеподібних птахів родини Pellorneidae. Мешкає в Індії і Бангладеш.

## Опис
Довжина птаха становить 17 см. Верхня частина тіла оливково-сіра, шия рудувата, на лобі темні смуги. Нижня частина тіла сірувато-біла, боки сірі. Гузка охриста. На крилах світлі смуги. Махові пера сірувато-коричневі. Хвіст довгий. східчастий, сіруватий або оливково-коричневий, на кінці жовтувато-коричневий. Дзьоб рогово-коричневий, знизу світліший. Очі карі. Лапи тілесного або світло-коричневого кольору.

## Поширення і екологія
Болотяні принії мешкають в долині Брахмапутри в індійських штатах Ассам і Біхар та в сусідніх районах Бангладеш. Вони живуть у плавнях, на заплавних луках і болотах, іноді в акацієвих і тамариксових заростях. Зустрічаються невеликими зграйками. Живляться комахами.

## Збереження
МСОП класифікує цей вид як такий, що перебуває під загрозою зникнення. За оцінками дослідників, популяція болотяних приній становить від 250 до 2500 птахів. Їм загрожує знищення природного середовища. В Бангладеш болотяні принії не спостерігалися з 1970-х років.